# دفينة (ذمار)
دفينه هي إحدى قرى الجمهورية اليمنية. تتبع جغرافيا لمحافظة ذمار وإداريًا لمديرية عنس. يبلغ تعداد سكانها 2393 نسمة حسب الإحصاء الذي أجري عام 2004.